# 中國大陸入侵臺灣
中國大陸入侵臺灣，又稱中國大陸侵台，是國際的一個假想軍事與地緣政治情境，意指中華人民共和國經由軍隊，經濟及政府力量壓迫台灣，企圖控制台灣主權，取消台灣政治獨立與民主制度，以至於對台灣發動侵略战争，併吞台灣，將台灣納入領土中，造成臺灣海峽內海化，以解決台灣問題。在1949年中華人民共和國建國後，台灣持續遭受中國人民解放軍以武力解放台灣的威脅。習近平自2012年出任中國共產黨總書記執政後，中國大陸致力於核武器擴張以及擴張海空軍實力。美國與世界各國智庫預測中國大陸很有可能對台灣發動台海戰爭。
在2022年俄羅斯入侵烏克蘭後，美國智庫的主流評估認為，中華人民共和國可能在2027年具備入侵台灣的能力。不同的機構，對中國大陸對台灣發動戰爭的可能性有不同的評估推測。以美國為首的西方民主國家，願意支持台灣保持現狀，希望中國大陸能與台灣進行政治談判，和平解決台灣問題，但多數國家傾向於不介入這場紛爭。

## 概論
在1949年中華人民共和國建國後，中華民國政府撤退至台灣。中華人民共和國秉持一個中國原則，宣稱中華民國已經消滅，由中華人民共和國取得中國主權，因此也宣稱擁有台灣主權。中華民國國軍在1949年後始終保持中國大陸可能入侵的假設，進行防禦準備。中華人民共和國曾經發動數次軍事行動，包括古寧頭戰役與金門炮戰等，試圖入侵，形成數次臺灣海峽危機。在美國支持下，這些軍事行動遭中華民國國軍擊敗。
在李登輝總統執政期間，因為李登輝總統訪問美國與接下來的總統大選，在1995年至1996年間曾發生台灣海峽飛彈危機。以及在蔡英文總統執政期間，因美國眾議院議長訪台引發的一系列中國人民解放軍環台軍演，台灣社會曾經認為中國大陸很可能在這幾個時間點入侵台灣，但並未成真。由行政院大陸委員會在2010年進行的民調，台灣民意主流為保持現狀，不支持中國大陸入侵，改變和平局面。
在習近平出任中國共產黨總書記成為中華人民共和國最高領導人後，根據美國情報機構指出，習近平於在2019年要求中國人民解放軍必須在2027年前具備入侵台灣的能力，中共將於2027年召開第21次全國代表大會，預計習近平會3度連任中國共產黨總書記，邁向比肩毛澤東的第4個任期。中國人民解放軍以此為準則，除了進行核武器擴張之外，也增加海軍與空軍實力，布署火箭軍與太空衛星系統。美國參議院在2025年5月15日曾召開聽證會，以「習近平下令2027年以武力奪取台灣」為主題，進行討論。美國國防部長皮特·赫格塞斯於2025年在新加坡參加香格里拉對話（Shangri-La Dialogue Defense Forum），認為中國大陸計劃於2027年入侵台灣，中國大陸的威脅正快速升高，希望美國在太平洋區域的盟國增加國防預算，以對抗中國大陸。

## 軍事情境
中華人民共和國自2016年開始，定期進行中国人民解放军绕台湾岛巡航，演練封鎖台灣。自2020年之後，中國大陸公開宣稱不存在台灣海峽中線，開始以軍機及軍艦侵入海峽中線，進逼台灣。並在台灣週邊進行各項軍事演習。中華民國陸軍退役中將宋恩臨投書，認為中國人民解放軍在2024年聯合利劍的演訓，目標在推進首戰即終戰這個目標，以入侵台灣。美國海軍上將帕帕羅認為，中國大陸對台灣增加軍事演習的頻率，可能是入侵台灣的預演行動。

## 地緣政治與全球經濟影響
法國《快報》周刊在2024年刊登由三位美國地緣政治學者發表的文章，認為如果中國大陸入侵台灣，破壞台灣半導體產業的生產能力，使得晶片供應中斷，要重建半導體代工產業需要數年的時間，可能立即造成全球經濟大蕭條。在取得台灣資源後，中國大陸的勢力侵入第一島鏈，將使日本及菲律賓受到威脅，中國大陸勢力可以向東南亞擴張，直至侵入大西洋，美國勢力將會被迫退出亞洲，使得美國開始衰張。因為美國衰弱，無力自保的影響下，日本及韓國可能自行製造核武，造成全球性的核武器擴張。中國大陸可能仿效朝鮮民主主義人民共和國與俄羅斯進行軍事結盟。

## 台灣軍事策略
在陳水扁總統執政期間，中華民國國軍曾採用決戰境外戰略。在蔡英文總統執政期間，中華民國國軍開始推動豪豬戰略。

## 美國策略
於2023年美國與澳洲進行兩棲登陸、地面作戰和空中作戰演習，為中國大陸入侵台灣作準備。美國認為美軍在太平洋地區的軍事後勤力量不足，將成為缺點。美國總統喬·拜登推動增強美國在太平洋地區的後勤能力，在澳洲建立物流中心，並尋求與日本等國家進行合作。

## 中華人民共和國說法
中國人民解放軍於1998年開始推動首戰即終戰，希望以閃電戰快速入侵台灣，在美軍來不及支援前，擊敗中華民國國軍，占領台灣。
中國人民解放軍專家認為，美國現有的國防工業無法支持長期戰爭，隨著戰爭時間拉長，美國技術優勢將減退，中國大陸的國防動員體系將會獲勝。
2023年4月，中共中央总书记习近平在与欧洲联盟委员会主席乌尔苏拉·冯德莱恩会面时表示，美国正在怂恿中国进攻台湾，但他不会上当，因为这将破坏中国在2049年实现“中华民族伟大复兴”的目标。
2023年美國APEC峰會期間中美領導人舉行會談，據白宮官員事後透露，習近平親自向美國總統喬·拜登抱怨，已經聽聞到流傳他將在2027年或2035年發動軍事行動入侵台灣的分析，他對此不滿並表示中共和解放軍內部根本沒有討論對台動武，中美雙方同意恢復軍事對話並開展安全方面合作。華盛頓政府相信中國大陸能維持臺海現狀，並強調必須尊重台灣選舉，習近平答覆拜登最好多考慮廣泛的解決方案。

## 流行文化
1994年出版的《一九九五閏八月》，以中國大陸侵台為背景，曾認為中國人民解放軍將在1995年攻擊台灣。
印度預言家阿南德於2024年訪問台灣時，預言中國大陸可能在2025年，或2029年至2030年間入侵台灣。
預定於2025年上映的電視影集《零日攻擊》，以中國大陸入侵台灣為主題。